# Boni Holding
Die Boni Holding AG (bulgarisch Бони Холдинг АД) ist ein bulgarischer Fleischhersteller mit Sitz in Sofia. Das Unternehmen wurde 1991 von Borislaw Nikolow gegründet.
Die Boni Holding umfasst Farmen für die Zucht von Nutzschweinen und Fleischverarbeitungskomplexe. Sie ist in Bulgarien führend in der Schweinefleischproduktion und einer der bekanntesten Hersteller von Fleischwaren und Delikatessen. 2019 lag der Umsatz bei 234 Millionen Lewa. Zu den Kunden gehören Lidl und Billa.
Das Unternehmen verfügt über folgende Standorte: 
- Schweinekomplex Brestak
- Schweinekomplex Nikola Kozlewo
- Hybridzentrum Schumen
- Schweinekomplex Krumowo Gradischte
- Schweinekomplex Zimen
- Fleischkombinat Karlowo
- Fleischkombinat Lowetsch

Die Schlachtung ist in ein Schlachthof in der Stadt Targowischte ausgelagert.